# 丹桂村中央红军总部驻地旧址
丹桂村中央红军总部驻地旧址位于中华人民共和国云南省寻甸回族彝族自治县柯渡镇丹桂村195号，为红军长征柯渡纪念馆的主要组成部分。
1935年4月30日，中央红军长征经过柯渡，中央红军总部进驻丹桂村，当晚中革军委在地主何本恩家四合院里召开军委会议，对渡金沙江作具体研究和部署。当时的丹桂村是一个有200余户人家的回民村。中共中央和中革军委分别驻于村内两个相邻的民居院内。中革军委总部驻在一较大的广式四合院，为地主何本恩家，砖木结构，坐东向西，一楼一底，建筑面积736平方米。周恩来、朱德、刘伯承在这里住宿办公。中共中央驻在与其相邻的一栋砖木结构的广式楼房，为地主杨明修家，约建于民国初年，建筑面积约170平方米，一楼一底。楼顶设一阳台。楼前有一院子，面积约100平方米。为毛泽东、王稼祥、张闻天等人住地。
1974年在此地筹建纪念馆，1977年正式开馆。1983年公布为云南省级文物保护单位。1997年被命名为云南省爱国主义教育基地。2003年被确定了全国红色旅游百个经典景区之一。2013年公布为全国重点文物保护单位。